# Чжаопин
Чжаопи́н (кит. упр. 昭平, пиньинь Zhāopíng) — уезд городского округа Хэчжоу Гуанси-Чжуанского автономного района (КНР).

## История
Уезд был создан во времена империи Мин в 1576 году. В 1916 году северная часть уезда была передана в состав нового уезда Чжуншань.
После вхождения этих мест в состав КНР в конце 1949 года был образован Специальный район Пинлэ (平乐专区) провинции Гуанси, и эти земли вошли в его состав. В 1958 году провинция Гуанси была преобразована в Гуанси-Чжуанский автономный район; Специальный район Пинлэ был при этом расформирован, и эти земли вошли в состав Специального района Учжоу (梧州专区).
В 1971 году Специальный район Учжоу был переименован в Округ Учжоу (梧州地区).
Постановлением Госсовета КНР от 27 февраля 1997 года из округа Учжоу был выделен Округ Хэчжоу (贺州地区), и уезд перешёл в состав нового округа.
Постановлением Госсовета КНР от 3 июля 2002 года округ Хэчжоу был преобразован в городской округ Хэчжоу.

## Административное деление
Уезд делится на 7 посёлков, 4 волости и 1 национальную волость.